# Прекарій
Прекарій (від лат. Preces — прохання) — умовне земельне володіння в епоху раннього Середньовіччя, яке великий земельний власник передавав у користування (на кілька років або довічно) безземельній або малоземельній людині на його письмове прохання, за що одержувач землі (прекарист) повинен був платити оброк, в деяких випадках - виконувати панщину на користь власника. Механізм виникнення кріпосного права в Європі.
Існувало кілька видів прекарія: 
- Даний, при якому власник землі надавав прохачеві свою землю;
- Наданий, при якому дрібний власник землі під тиском обставин (потреба, застосування сили з боку великого власника землі) передавав право власності на свою землю (тобто дарував свою землю) великому земельному власнику (частіше церкві), а потім отримував цю ж землю назад, але вже як прекарій (довічно або спадково на одне-два покоління);
- З винагородою, коли великий земельний власник додавав до наданого прекарія додаткову ділянку землі (частіше з необроблених земель), тобто прекарист отримував у користування не тільки свою колишню землю, а й додаткову ділянку від верховного власника. Цей тип прекарія був поширений на землях церкви.

Прекарій був найпоширенішим способом втягування вільних селян в феодальну залежність. Прекарист, відмовившись від права власності на землю, перетворювався в утримувача, потрапляючи таким чином в земельну залежність. Прекарій отримав особливо широке поширення у VIII—-IX століттях. Оскільки він являв собою двосторонню угоду, то збережені грамоти, що оформляли прекарні відносини, називалися або прекарні(якщо вони були складені від імені особи, який просить надати йому прекарій), або престарними(якщо складалися від імені земельного власника, що передає прекарій).
У VIII—IX століттях поряд з селянами як прекаристи часто виступали дрібні вотчинники. У такому випадку прекарій служив для оформлення земельних відносин всередині класу феодалів.